# Anomala pernambucana
Anomala pernambucana är en skalbaggsart som beskrevs av Ohaus 1902. Anomala pernambucana ingår i släktet Anomala och familjen Rutelidae. Inga underarter finns listade i Catalogue of Life.